# Кабанільяс-дель-Кампо
Кабанільяс-дель-Кампо (ісп. Cabanillas del Campo) — муніципалітет в Іспанії, у складі автономної спільноти Кастилія-Ла-Манча, у провінції Гвадалахара. Населення — 9450 осіб (2010).
Муніципалітет розташований на відстані близько 46 км на північний схід від Мадрида, 5 км на захід від Гвадалахари.
На території муніципалітету розташовані такі населені пункти: (дані про населення за 2010 рік)
- Кабанільяс-дель-Кампо: 9019 осіб
- Кампо-де-Гольф-Полігоно-13: 431 особа

## Демографія
Динаміка населення (INE ):

## Галерея зображень

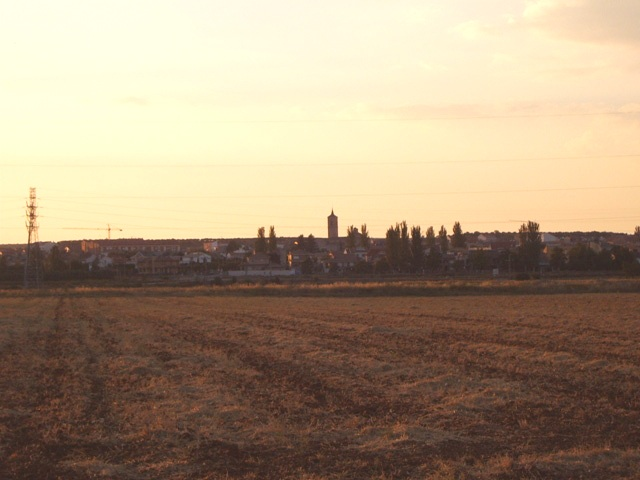
Кабанільяс-дель-Кампо увечері